# Sushruta Samhita
La Sushruta Samhita (en sanskrit सुश्रुतसंहिता (Suśrutasaṃhitā), littéralement « livres de Sushruta ») est un traité de médecine et de chirurgie qui constitue l'un des deux textes fondateurs de l'Ayurveda. Il est contemporain de la Charaka Samhita, et aurait été rédigé par 	
Sushruta au Ier ou IIe siècle apr. J.-C.